# Jackson County (South Dakota)

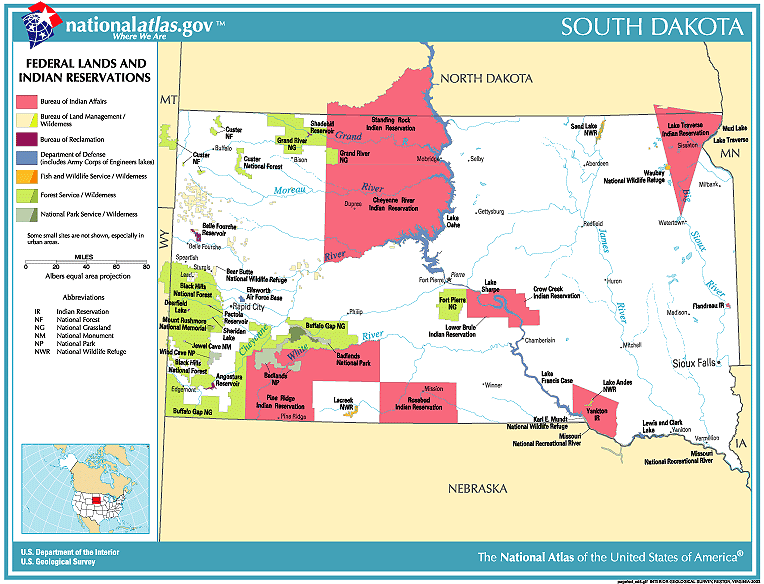
Gebiete unter Kontrolle der Bundesregierung in South Dakota

Jackson County ist ein County im Bundesstaat South Dakota der Vereinigten Staaten. Das U.S. Census Bureau hat bei der Volkszählung 2020 eine Einwohnerzahl von 2806 ermittelt. Der Verwaltungssitz (County Seat) ist Kadoka. 
Jackson County gilt als eines der ärmsten Counties der Vereinigten Staaten. Ein Großteil des County Gebietes befindet sich unter der Verwaltung der Bundesregierung, entweder indirekt durch das Bureau of Indian Affairs (Die Reservats-Verwaltung verwaltet die Gebiete), oder direkt durch den National Park Service und durch den United States Forest Service.

## Geographie
Jackson County hat eine Fläche von 4846 Quadratkilometern, davon sind 19 Quadratkilometer (0,4 Prozent) Wasser. 57 Prozent der Fläche, das Gebiet südlich des Flusses White River, gehört zur Pine-Ridge-Indianerreservation. Große Gebiete des Countys gehören auch zum Badlands-Nationalpark und zum Buffalo Gap National Grassland.
Er ist in 16 Townships eingeteilt: Grandview II, Interior, Jewett, Little Buffalo, Wall und Weta; sowie vier unorganisierte Territorien: East Jackson, Northwest Jackson, Southeast Jackson und Southwest Jackson.

## Geschichte
Das County wurde am 8. März 1883 gegründet und am 3. Juni 1909 wieder aufgelöst. Am 3. November 1914 wurde es erneut gebildet und die Verwaltungsorganisation am 9. Februar 1915 abgeschlossen. Es wurde nach John R. Jackson benannt, einem Abgeordneten in der gesetzgebenden Versammlung des Dakota-Territoriums zur Zeit der ersten Gründung des Countys.
1979 wuchs das Jackson County auf seine heutige Größe, als das Washabaugh County, welches damals das südliche Gebiet des Countys bedeckte, in das County aufgenommen wurde.

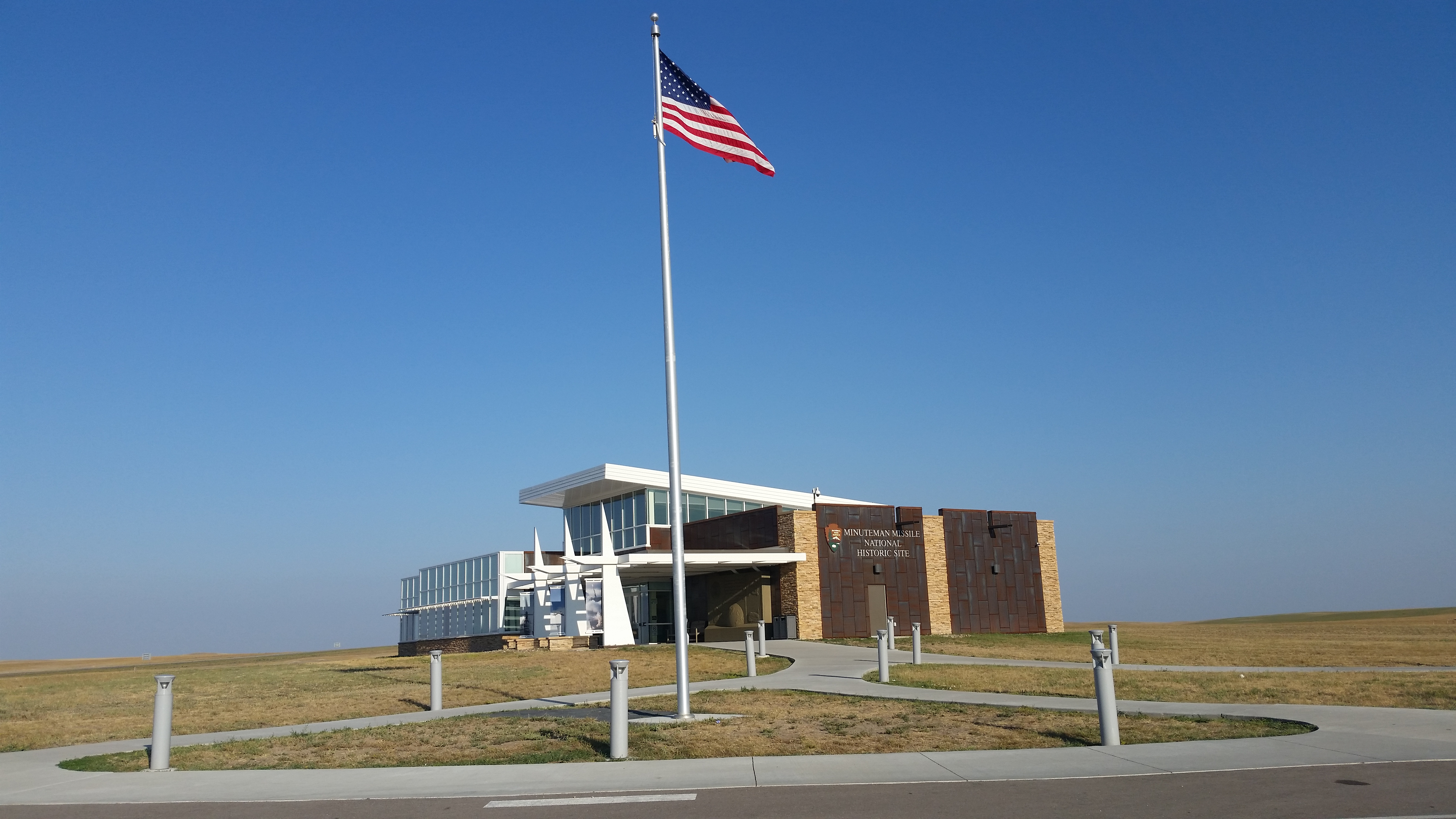
Besucherzentrum Minuteman Missile National Historic Site (2017)

Im County liegt eine Stätte von besonderer nationaler Bedeutung, die Minuteman Missile National Historic Site. Acht Bauwerke und Stätten des Countys sind im National Register of Historic Places (NRHP) eingetragen (Stand 2. August 2018).

## Städte und Gemeinden
Städte (cities)
- Kadoka

Gemeinden (towns)
- Belvidere
- Cottonwood
- Interior

Census-designated places
- Wenblee